# Oonops secretus
Oonops secretus är en spindelart som beskrevs av Willis J. Gertsch 1936. Oonops secretus ingår i släktet Oonops och familjen dansspindlar. Inga underarter finns listade i Catalogue of Life.